# Институт Руђер Бошковић
Институт „Руђер Бошковић“ (ИРБ) у Загребу највећи је истраживачки институт из подручја природних наука и технологија на подручју Републике Хрватске. Институт је мултидисциплинарног карактера и запошљава више од 500 научника и студената с подручја експерименталне и теоријске физике, физике и хемије материјала, органске и физичке хемије, биохемије, молекуларне биологије, медицине, истраживања мора и околине, рачунарства и електронике.

## Историјат
Основан је 1950. као Институт за физику ЈАЗУ. До 1955. проширен је на хемију и биологију. Од 1955. до 1968. радио је као институт југословенске Савезне комисије за нуклеарну енергију, за научна истраживања из подручја атомске физике (теоријска и експериментална нуклеарна физика, циклотрон), електроници, хемији (радиохемија, физикална хемија, анорганска и структурна хемија, колоидна и електрохемија, радиациона хемија, теоријска хемија, органска хемија, биохемија) и биологији (физиологија, трансплантациона имунологија). Име института предложио је један од оснивача, физичар Иван Супек, у почаст познатом научном визионару, дубровачком физичару Руђеру Бошковићу. У појединим раздобљима у Институту се одвијао постдипломски студиј за природословне науке Свеучилишта у Загребу, па су сарадници ИРБ-а учествовали у настави на Природословно-математичком факултету те у настави електроничких дисциплина на Факултету електротехнике и рачунарства, а били су и оснивачи мултидисциплинарног студија науке о мору на Свеучилишту у Загребу. У оквиру Европске уније, ИРБ је део Европског истраживачког подручја. ИРБ сарађује с многим институтима и универзитетима у свету, с којима дели заједничке вредности и визије.

## Састав

### Заводи[3]
- Завод за теоријску физику
- Завод за експерименталну физику
- Завод за физику материјала
- Завод за електронику
- Завод за физичку хемију
- Завод за органску хемију и биохемију
- Завод за хемију материјала
- Завод за молекуларну биологију
- Завод за молекуларну медицину
- Центар за истраживање мора
- Завод за истраживање мора и околине

### Заједничке јединице за научну потпору
- Центар за научне информације
- Центар за нуклеарну магнетску резонанцију
- Центар за информатику и рачунарство
- Центар за детекторе, сензоре и електронику